# Kon-Tiki (hajó)

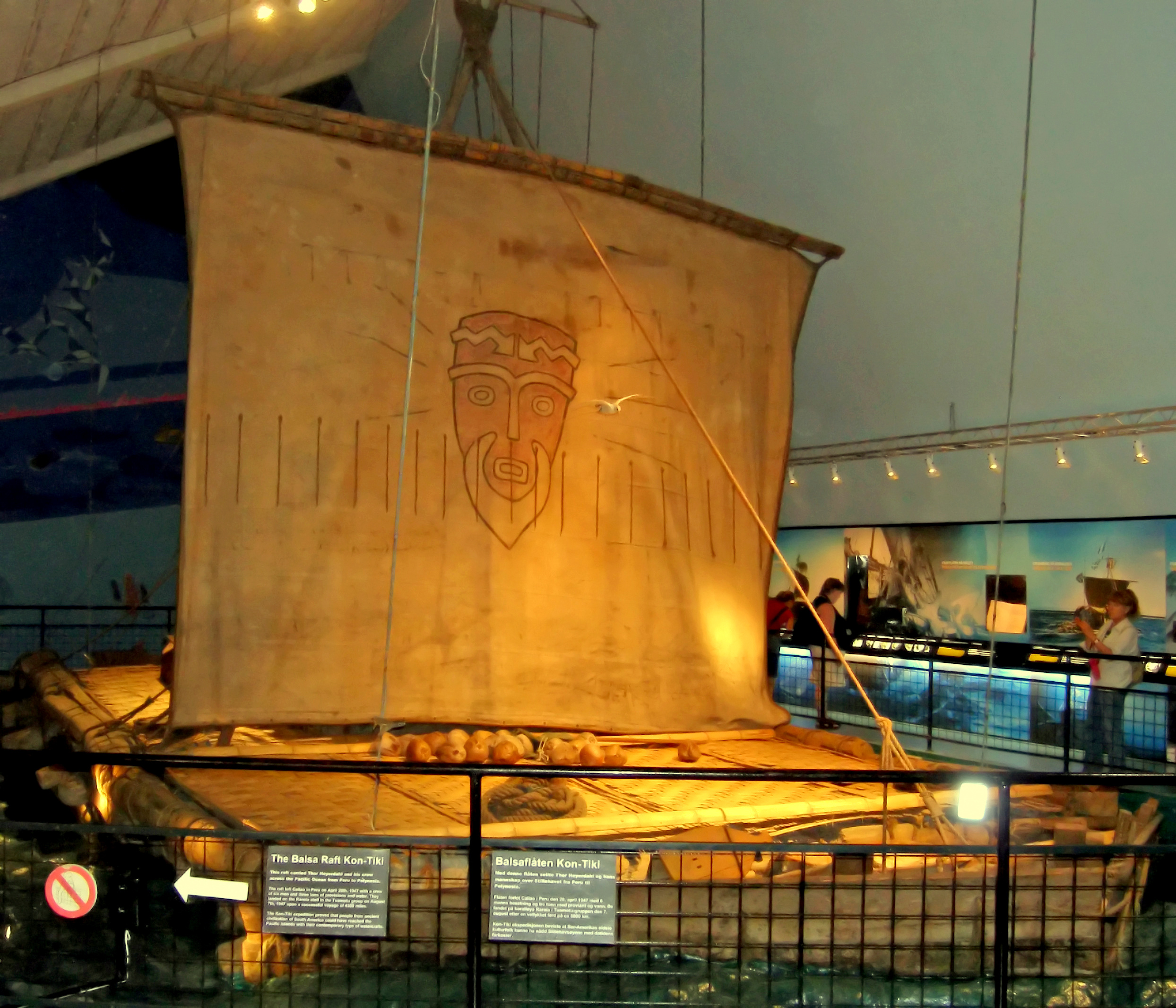
A Kon-Tiki tutaj az oslói Kon-Tiki Múzeumban

Kon-Tiki a neve annak a tutajnak, amelyet Thor Heyerdahl norvég néprajzkutató és felfedező épített és használt 1947-es expedíciója során. Az utazással Heyerdahl a gyakorlatban bizonyította, hogy a Kr. u. 6. században „primitív” eszközökkel is lehetséges volt átkelni a Csendes-óceánon, Dél-Amerikából Polinéziába.
A tudósok korábban sok elméleti vitát folytattak arról, hogy Polinéziát lehetséges volt-e Dél-Amerikai felől elérni, illetve benépesíteni. Az uralkodó elméletek szerint:
- A rendelkezésre álló balsafa magába szívja a vizet, ezért időről időre ki kell szárítani a napon, vagyis csak partmenti hajózásnál alkalmazható.
- Egy tutaj vízfelszínhez képest alacsony fedélzete nem nyújt elegendő védelmet a rajta lévő legénység és rakomány számára.
- A tutaj összeerősítéséhez használt háncs a tengervízben szétmállik, illetve a súrlódástól elkopik, aminek következtében a tutaj szétesik.
- Több ezer kilométeres távolságon nem lehetséges elnavigálni egy kicsiny szigethez.

Az expedíció a további elméleti vitákat feleslegessé tette, látványosan bizonyítva azok téves voltát.
Heyerdahl elmélete szerint Polinézia (ill. annak jelentős területei, népcsoportjai) az inkák előtti Dél-Amerikából települt be. Az elmélet a mai napig vitatott, azonban ellenzőinek legfőbb érvét (az adott technológiai színvonalon nem volt lehetséges óceánjáró tengeri járművek készítése) Heyerdahl látványosan cáfolta meg. Jelenlegi ismereteink szerint azonban az áttelepülés – ha egyáltalán megtörtént – semmiképpen nem volt annyira tömeges, mint azt Heyerdahl feltételezte.
A tutaj neve, Kon-Tiki az inka Napisten, Virakocsa nevének egy régi formája. Az expedícióról Heyerdahl azonos címmel rendkívül sikeres könyvet is írt, amely alapján 1951-ben Oscar-díjas film is készült.
Az expedíció Peruban kezdődött, ahol spanyol hódítás-korabeli képi ábrázolások és dél-amerikai őslakosok szájhagyománya alapján Heyerdahl és öt társa megépítette a balsafa tutajt. 1947. április 28-án indultak Callao kikötőjéből, és 101 napos utazás után érkeztek meg augusztus 7-én a Tuamotu-szigetcsoporthoz tartozó Raroia korallszigetre.
Az út kb. 8000 km-nyi távja során bebizonyosodott, hogy a tutaj és az alkalmazott ősi módszerek sokkalta tengerállóbbak, mint azt a tengerészeti szakértők hitték. Az expedíció számos megfigyeléssel, tudományos eredménnyel gazdagította ismereteinket, több addig nem ismert hal- és állatfajt azonosítottak, valamint főképp az amerikai hadsereg számára teszteltek tengeri túlélő-felszereléseket és élelmiszereket.
Az expedíció rávilágított a természeti népek „primitív” technológiáinak hatékonyságára, népszerűvé, kalandosan vonzóvá tette a néprajzot, mint tudományt. A könyv a tudományos ismeretterjesztés egyik meghatározó műve lett, hetven nyelvre fordították le.
A Kon-Tiki Oslóban, a Kon-Tiki Múzeumban tekinthető meg. 1950-es megnyitása óta 15 millióan látták.

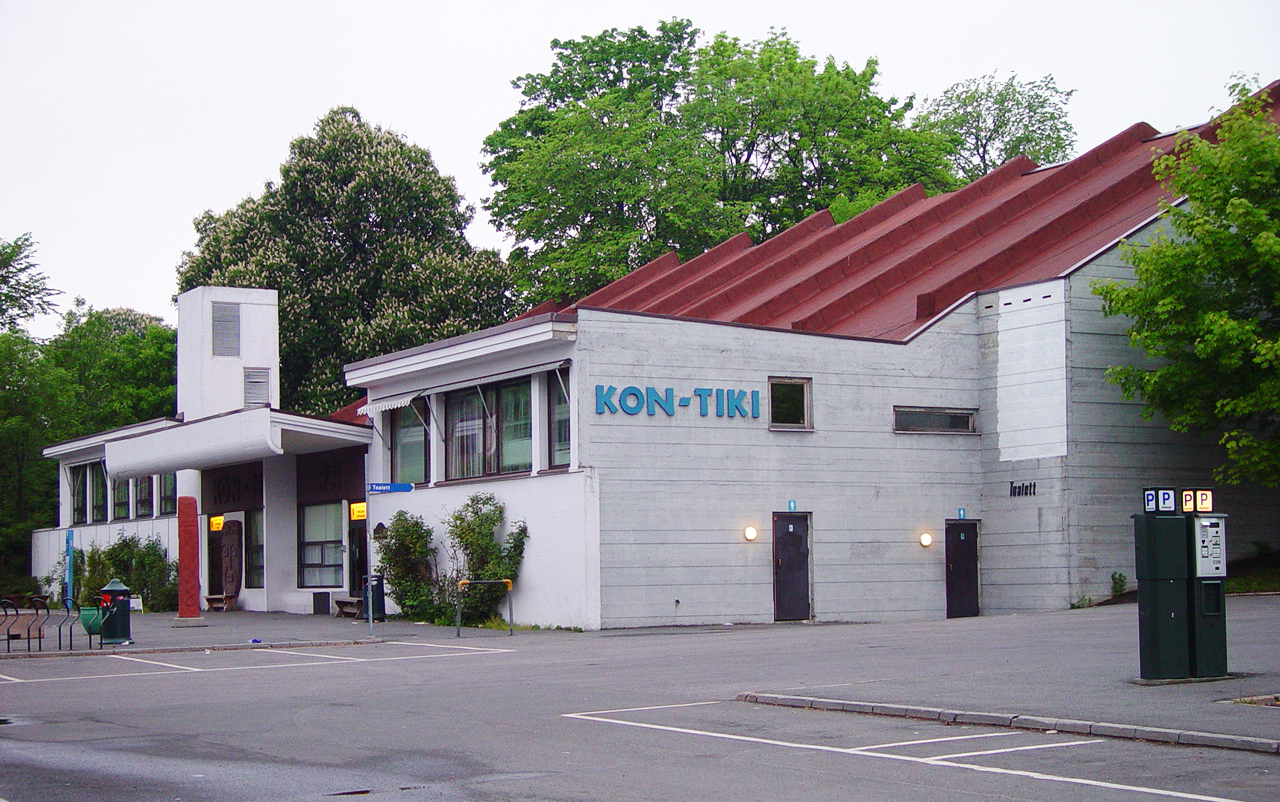
A Kon-Tiki Múzeum Oslóban

## Résztvevők
A Kon-Tiki expedícióban öt norvég és egy svéd (Danielsson) vett részt:
- Thor Heyerdahl, az expedíció vezetője.
- Erik Hesselberg, navigátor és festőművész, a vitorlán látható Kon-Tiki ábrázolás alkotója.
- Bengt Danielsson volt az expedíció szakácsa, ellátmányért felelős tisztje, valamint spanyol tolmácsa. Szociológusként a különböző népcsoportok vándorlásait, migrációját tanulmányozta.
- Knut Haugland rádiós, aki a második világháború alatt norvég partizánként részt vett a német atombomba-program elleni akcióban, amiért brit kitüntetést kapott. (A legénység tagjai közül ő halt meg utoljára, 2009. december 25-én.)[1]
- Torstein Raaby a másik rádiós, aki szintén a norvég ellenállásban tevékenykedett, az ő rádiójelentései segítségével süllyesztették el a szövetségesek a Tirpitz német csatahajót.
- Herman Watzinger mérnök, az expedíció tudományos felelőse, ő végezte az út során a meteorológiai és vízrajzi méréseket.

## A tutaj

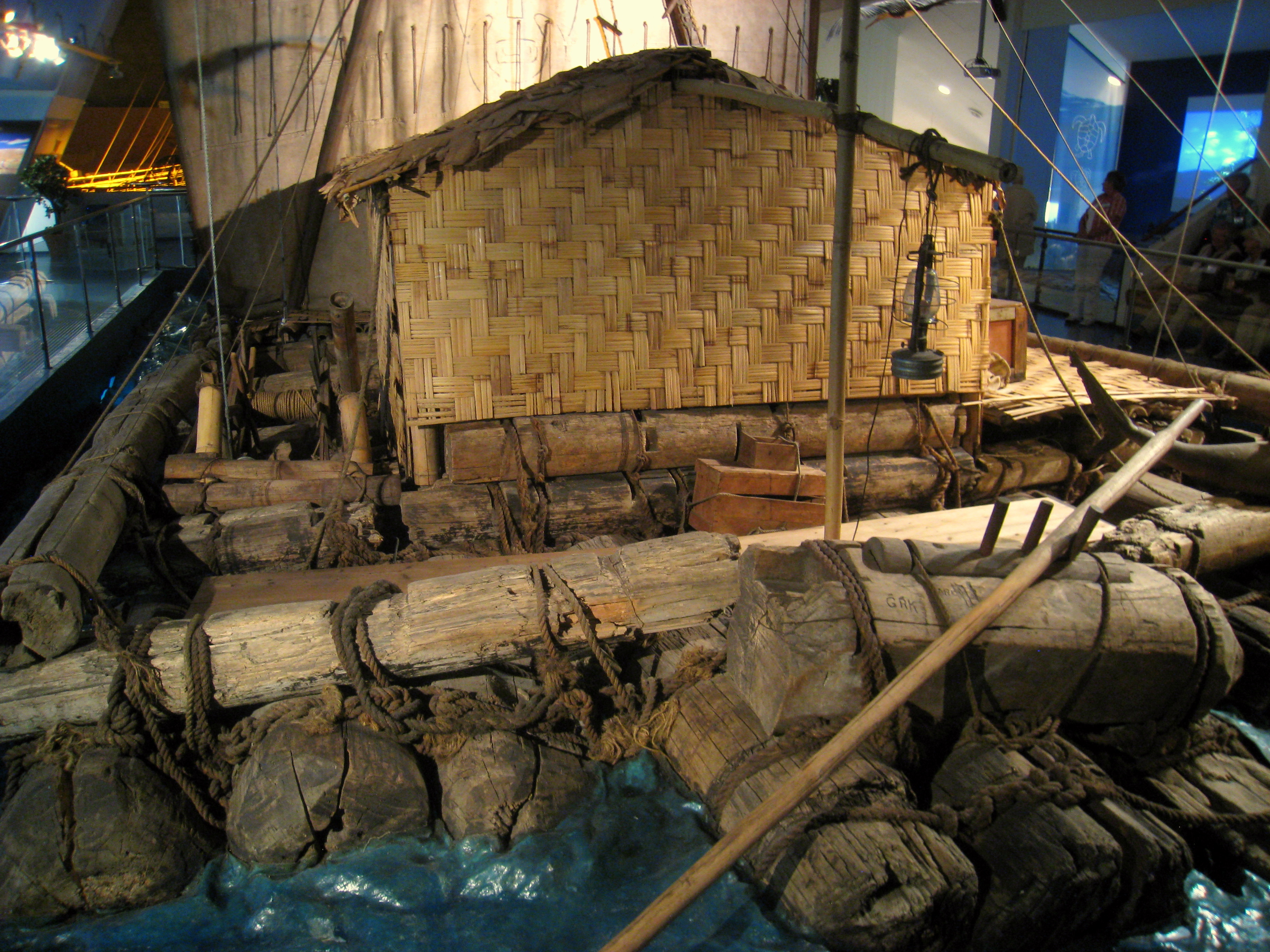
A Kon-Tiki tutaj

A tutaj alapját kilenc nagy, 60 cm átmérőjű balsafatörzs alkotja, melyek közül a leghosszabb (középső) 13,7 m. A gerendákat 3 cm vastag kenderkötél-gúzsokkal kötözték össze. A hosszanti gerendákhoz 1 m-es közzel keresztirányú, 5,5 m  hosszú, 30 cm átmérőjű kisebb törzseket kötöztek. A farönkök közé – korabeli ábrázolásoknak megfelelően – függőleges, 1 hüvelykes, 60 cm hosszú fenyődeszkákat dugtak, amelyek a tutaj iránytartását segítették. Mint az út során rájöttek, a függőleges deszkák segítségével a tutaj nagyszerűen kormányozható volt, szinte feleslegessé téve a modern formájú kormányevezőt, amely egy 5,8 m hosszú mangrovefaszárból és fenyőtollból állt.
A tutaj orrára fenyődeszkából készítettek hullámtörőt, amit az indiánok annak idején nem ismertek. Ez az „újítás” a tapasztalatok alapján teljesen feleslegesnek bizonyult.
A 8,8 m magas árboc kemény mangrovefából készült, „Λ” alakban. Az árboc mögött kapott helyet a 4,25 m  hosszú, 2,4 m  széles, 1,2-1,5 m  magas bambuszfonat falú kabin, amelyet banánlevelekkel fedtek le. Az 5,5 × 4,6 m -es nagyvitorlát bambusztartókra erősítették.
A tutaj fedélzetét bambuszfonat-lapokkal borították.
A Kon-Tiki elkészítése során semmiféle fém alkatrészt nem használtak.

## Rakomány, ellátmány
A tutaj aljához erősített bádog- és bambuszcsövekben kb. 1300 liter vizet vittek magukkal. Táplálékul mintegy kétszáz kókuszdiót, édesburgonyát, lopótököt, és jó sok egyéb gyümölcsöt és terményt raktároztak. Az USA hadserege – kipróbálás céljából – túlélőkészletekbe szánt kísérleti élelmiszerekkel látta el az expedíciót, ezeket is fogyasztották. Az út során a tutajosok fő tápláléka a rendkívül bőséges halászzsákmány volt, főleg dorádó, tonhal és repülőhal. Nagyon gyakran a szolgálatos szakácsnak csak össze kellett szednie az éjszaka során a tutajra hullott repülőhalakat, kisütni őket, és kész is volt a reggeli. Az édesvíz-szükséglet csökkentése érdekében az utazók gyakran megmártóztak a 26-27 °C-os tengerben, és a megfelelő só-utánpótlást az ivóvízhez kevert kevés tengervízzel, illetve a hadsereg által biztosított sótablettával oldották meg.

## Kapcsolattartás
A Kon-Tiki rádiósai szinte a világ minden táján élő rádióamatőrrel kapcsolatot teremtettek. Tudásukat dicséri, hogy kicsi, saját maguk által készített rádió-adóvevőjükkel, ami szinte a tenger felszínén, a magukkal vitt elemekről üzemelt, még Norvégiát is el tudták érni, és a norvég király születésnapjára üdvözlő táviratot tudtak küldeni, amire VII. Haakon nagy örömmel válaszolt. Az expedíció hívójele LI2B volt, és fő kapcsolattartójuk egy Frank nevű Los Angeles-i rádióamatőr volt.
Tartalékként vittek magukkal egy brit Mark II adóvevőt, ami 1942-ben készült, az ellenséges vonalak mögé ledobott szövetséges ügynökök számára.

## Az utazás
1947. április 28-án hagyták el a perui Callao kikötőjét. Az út első 50 mérföldjén a perui haditengerészet Guardian Rios vontatógőzöse vontatta a tutajt, mert féltek attól, hogy a nagy forgalmú parti vizeken tapasztalatlanságuk miatt bajba kerülnek. Az út további részét a Humboldt-áramlat nyugati irányú ágával sodortatva és a passzát által hajtva tették meg. Elsajátították a tutaj kezelését, látták, hogy a jármű egy mai hajóhoz képest ugyan meglehetősen nehézkesen irányítható, de meglepően stabil és biztonságos. Az út során két nagyobb vihart vészeltek át, különösebb baj nélkül (az egyik vihar öt napig tartott). Július 30-án pillantották meg az első polinéziai szigetet, az apró Puka-Pukát. Augusztus 4-én a sziget lakói megpróbáltak az Angatau-szigetről kievezni a tutajhoz, de a szél tovább sodorta a tutajt. Végül augusztus 7-én a Kon-Tiki fennakadt a Tuamotu-szigetcsoporthoz tartozó Raroia szigetet övező korallzátonyon, a tutaj súlyosan megrongálódott, de egy öbölben hozzáláttak kijavítani. A rakomány egészét sikerült megmenteni. A csapat 101 nap alatt kb. 8000 km-t tett meg, átlagosan 1,5 csomós sebességgel.

## Tudományos eredmények

### Tengerbiológia
A vízfelszínen úszó, nyitott, csendes, természetes anyagú tutaj remek lehetőségekkel szolgált a tengeri élővilág megfigyelésére. Az expedíciónak köszönhetjük a kígyómakréla (Gempylidae) halfaj felfedezését, valamint megfigyeltek egy rendkívül ritka cetcápát is. Jelentősen gyarapították ismereteinket a planktonok világát illetően, és több, éjszaka a felszín közelébe merészkedő mélytengeri halat is megfigyeltek.

### Néprajz, antropológia
Az expedíció bizonyította, hogy a Kolumbusz előtti Dél-Amerika népei technikailag képesek voltak a polinéz szigetek elérésére. Heyerdahl elméletét azonban, hogy a szigetek keletről népesültek be, a mai napig nem fogadja el a tudomány, bár kétségtelen, hogy kis létszámú dél-amerikai betelepülésére sor kerülhetett. Az 1990-es években végzett mitokondriális DNS-vizsgálatok is inkább azt támasztják alá, hogy a polinézek ősei nyugatról, Délkelet-Ázsiából érkeztek.
Heyerdahl soha nem állította, hogy a mai polinézek ősei Dél-Amerikából származnának: ő csak annyit állít, hogy létezett egy – ismeretlen, és valószínűleg kis létszámú – népcsoport, akik Dél-Amerikából hajóztak át. Szerinte egyébként ez a népcsoport a mai dél-amerikai indiánokkal sem rokon, hanem egy ma ismeretlen, „magas, fehér bőrű, szakállas" törzs tagja, akiket a mai indiánok ősei űztek el. Ezt a népet mind a dél-amerikai, mind a polinéz mondavilág ismeri, de kézzelfogható régészeti bizonyíték nem maradt utánuk. A polinéz hagyomány szerint éppen a mai polinézek ősei irtották ki ennek a népnek a maradékát, amikor a középkorban benépesítették a szigetvilágot.